# الملاكمة عارية الأيادي

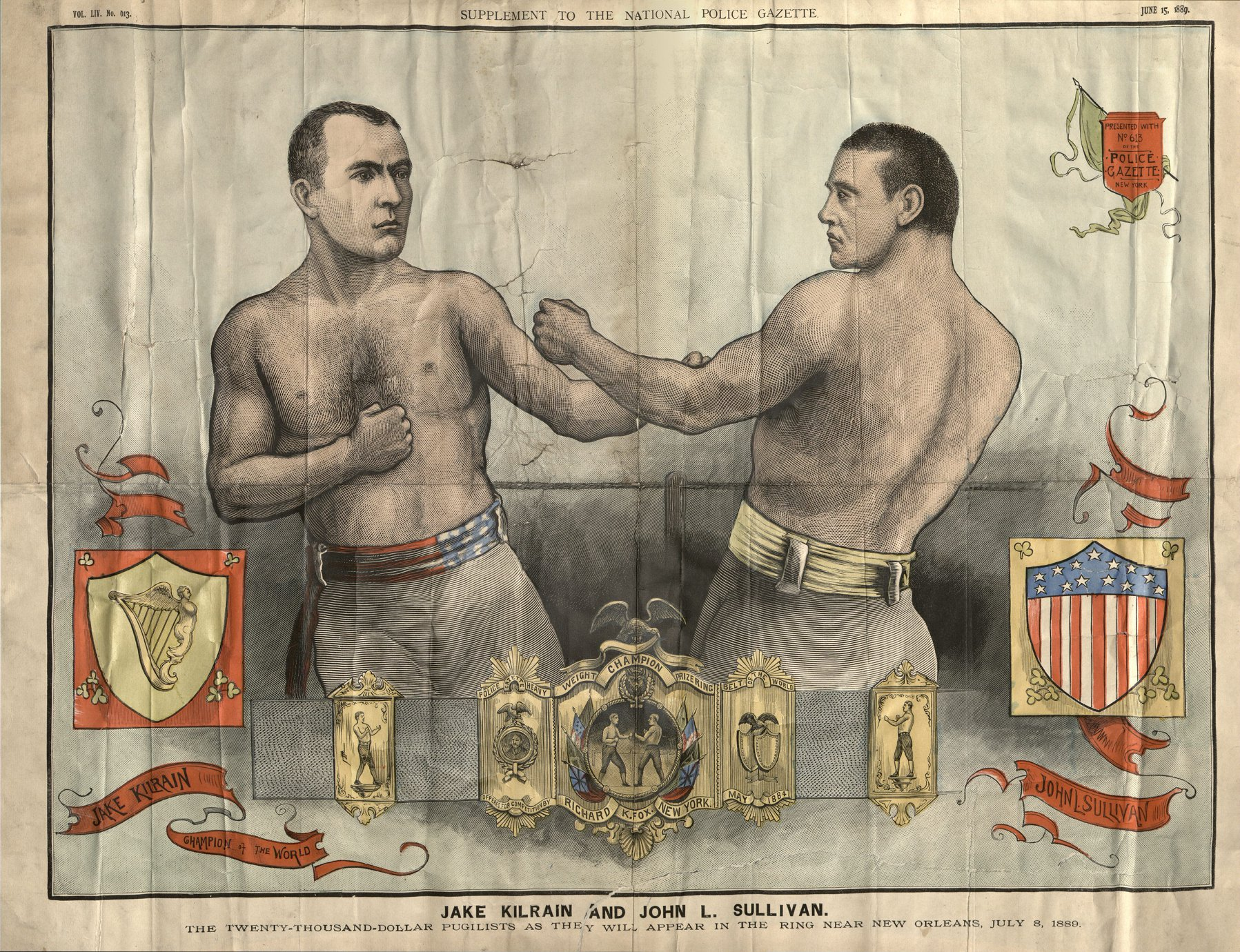

الملاكمة العارية الأيادي هو النموذج الأصلي من الملاكمة، ترتبط ارتباطا وثيقا القديمة الرياضة القتالية. ويشمل شخصين يقاتلان دون قفازات الملاكمة أو الحشو الأخرى على أيديهما
الفرق بين قتال الشوارع ومباراة الملاكمة العارية هو أن هذا الأخير لديه مجموعة من القواعد المقبولة، مثل عدم ضرب الخصم المتعثر

## التاريخ المبكر
جيمس فيج، الذي ينظر إليه على أنه منظم القطع حافة الملاكمة. في عام 1719، أسس «مؤسسة مؤسفة» ووجه نفسه على أنه «محترف في العلوم الدفاعية النبيلة» لإرشاد الملاكمين حول استخدام الأيدي الخارقة والسيف وربع الساعة. أبرز الأبطال: جاك بروتون، دانيال ميندوزا، جيم بلتشر، هين بيرس، جون غولي، توم كريب، توم سبرينج، جيم وارد، جيمس بيرك، وليام «بنديجو» طومسون، بين كاونت، توم القائلون وجيم ماسي. يسجل الرقم القياسي لأطول مشاجرة عنيفة بين 6 ساعات و 15 دقيقة لمباراة بين جيمس كيلي وجوناثان سميث، تقاتل بالقرب من فيري كريك، فيكتوريا، أستراليا، في 3 ديسمبر، 1855، عندما قدم سميث بعد 17 جولة. تم سرد المقاتل العارية Jem Mace بأنها أطول مهنة محترفة لأي مقاتل في التاريخ. قاتل لأكثر من 35 عامًا في الستينيات من عمره،  وسجل آخر مباراة له في عام 1909 عن عمر يناهز 79 عامًا.لم تكن ملاكمة المحترفين العارية أبداً قانونية بموجب أي قوانين فيدرالية أو قوانين في الولايات المتحدة حتى أصبحت وايومنغ أول قانون يشرع في 20 مارس، 2018. وقبل ذلك التاريخ، كانت المنظمة الرئيسية لمعاقبة الملاكمة العارية هي مجلة الشرطة الوطنية. الجريدة الرسمية، التي أقامت مباريات وأصدرت أحزمة بطولة في جميع أنحاء 1880s. في الجريدة الشرطة معاقبة ما يعتبر آخر بطولة كبرى عارية مفصل العالم للوزن الثقيل، بين جون سوليفان L. وجيك كيلراين في 8 يوليو 1889، مع سوليفان الناشئة باعتبارها المنتصر. ومنذ ذلك الحين، كان من بين المطالبين الآخرين بمعاقبتهم على مباريات البطلة العارية مباراة 5 أغسطس 2011 في كازينو فورت ماكدويل في محمية يافاباي الوطنية في أريزونا. مقرة قبيلة الأمريكيين المباراة بين غني ستيوارت من نيو كاسل بولاية ديلاوير وبوبي غون، مع غن الناشئة باعتبارها المنتصر. كانت بطلة لاحظت أخرى توم هير، يانكي سوليفان، لا شبيه له ديمبسي، توم شاركي، بوب فيتزسيمونز وجون موريسي.

## التقنيات
في حين أن الملاكمة شملت دائما اللكم، فقد شملت التاريخ أيضا تقنيات التصارع مثل الرميات، وأقفال الذراع، والاختناقات والركلات. تم حظر هذه التقنيات خلال التغييرات العديدة في القواعد التي حولت المكسيكي الكلاسيكي، أو الملاكمة العارية، إلى رياضة الملاكمة الحديثة.

## الوقوف الإيرلندي
«الوقوف الأيرلندي» هو نوع من المعارك العارية التقليدية حيث يتم إزالة جانب من المناورة حول الحلبة، تاركا فقط الجوانب الأقل دقة من اللكم و «أخذ» اللكمات. كان هذا الشكل من أشكال القتال شائعًا في الأحياء اليهودية الأمريكية الأيرلندية في الولايات المتحدة في أواخر القرن التاسع عشر، ولكنه كان محشورًا في المجتمع الأمريكي الأيرلندي أولاً من خلال الملاكمة العارية ثم بعد ذلك عن طريق الملاكمة التنظيمية. ومن المعروف أيضا أن الوقوف الايرلندي أسفل القتال حزام أو إصبع القدم حتى أخمص القدمين.

## حديث الملاكمة العارية
عقدت كوري ويليامز، وهي إحدى الشركات الصغيرة التي تروّج لمدينة وايومنغ، ما يُعتقد أنه أول حدث قانوني في عام 130، في 5 ديسمبر 2014، ويعيش على شبكة الإنترنت PPV. بعد 10 عروض برجمة عارية، في 20 مارس، 2018، أصدرت لجنة وايومنغ MMA قواعد ولوائح لتنظيم رياضة "Bare Knuckle Fighting" مما يجعل رياضة محترفة معترف بها لأول مرة في التاريخ. سيكون حدث Williams Bare Knuckle Fight Club 4 في جيليت WY في 23 يونيو 2018 أول حدث تنظمه الدولة. تمارس هذه الرياضة على نطاق صغير في جميع أنحاء العالم. هناك عدد قليل من الدول التي يعتبر فيها الملاكمة العارية غير قانونية. في الجزر البريطانية لا تزال الرياضة شعبية [ مشكوك فيها - مناقشة ]، وهناك جهود للرياضة لإخراجها من باطن الأرض وفي الاتجاه السائد.